# フリードリヒ・フォン・ホーエナウ
ベルンハルト・ヴィルヘルム・アルブレヒト・フリードリヒ・フォン・ホーエナウ（Graf Bernhard Wilhelm Albrecht Friedrich von Hohenau, 1857年5月21日 - 1914年4月15日）は、プロイセンの軍人、貴族、伯爵。ドイツ皇帝ヴィルヘルム1世の甥。

## 生涯
プロイセン王フリードリヒ・ヴィルヘルム3世の末息子であるプロイセン王子アルブレヒトと、その2番目の妻でプロイセン軍事大臣グスタフ・フォン・ラオホの娘であるロザーリエ・フォン・ラオホの間に生まれた。両親の結婚が貴賤結婚とされたため、フリードリヒと兄のヴィルヘルムはホーエンツォレルン家の正式な一員として認められなかった。
フリードリヒは母の死後、兄ヴィルヘルムとともにドレスデン郊外のアルブレヒツブルク城の相続人となり、死ぬまでこの城で暮らした。フリードリヒは兄やフィリップ・ツー・オイレンブルク侯爵と同様に、自らの同性愛傾向が原因で1901年にプロイセン軍からの退役を余儀なくされている。
フリードリヒは皇帝ヴィルヘルム2世をめぐる2度の大スキャンダルに巻き込まれた。彼は1907年のハルデン＝オイレンブルク事件で槍玉に挙げられた「リーベンベルク円卓」の一員であったし、またコッツェ事件でも妻とともに一定の役割を果たしていたのである。
フリードリヒは1881年にシャルロッテ・フォン・デア・デッケン（1863年 - 1933年）と結婚し、間に4人の息子をもうけた。次男のヴィルヘルム（1884年 - 1954年）は馬術選手として知られ、1912年のストックホルムオリンピックの団体馬術競技において、ドイツ代表として銅メダルを獲得している。